# Comuna Bălușeni, Botoșani
Bălușeni este o comună în județul Botoșani, Moldova, România, formată din satele Bălușeni (reședința), Bălușenii Noi, Buzeni, Coșuleni, Draxini și Zăicești.

## Istoricul comunei
Denumirea comunei, provine de la numele satului Bălușeni, fixat ca reședință, deoarece era satul cel mai mare din grupul de localități menite a închega o comună rurală, conform legii de organizare rurală din 1865.
Comuna, ca unitate administrativ-teritorială oficială, datează la români de la 1864 când s-a supus dezbaterii în public și s-au ales consilii comunale, municipale și județene pe baza legii (de inspirație franceză) numita pe scurt "Legea comunala", ce era de fapt o lege a organizării administrativ-teritorială, intrând în vigoare la 1 august 1865.
Înainte de această dată, formele de organizare administrativă, erau în Moldova ținuturile împărțite spre mai buna conducere în plaiuri iar mai apoi în ocoale.
Privind actuala organizare administrativ-teritorială, comuna Bălușeni, figurează în documente chiar de la înființare neîntrerupt cu aceiași denumire, teritoriul său fiind însă mult mai mare la înființare. Mai redus decât astăzi a fost între 1925-1929, după care revine la aproximativ același teritoriu de astăzi.

### Stemă
Stema comunei Bălușeni se compune dintr-un scut triunghiular cu marginile rotunjite, tăiat în fascie. În partea superioară, în câmp roșu, se află o cruce latină înaripată de argint. În vârful scutului, în câmp de argint, se află un coș verde. Scutul este timbrat de o coroană murală de argint cu un turn crenelat.
Semnificațiile elementelor însumate:
- Crucea înaripată simbolizează mănăstirea Zosin.
- Coșul reprezintă o mobilă grăitoare pentru satul Coșuleni, ce aparține comunei.
- Câmpul de argint din vârful scutului face aluzie la numele comunei, „alb“ = „bialo“ (limba slavonă).
- Coroana murală cu un turn crenelat semnifică faptul că localitatea are rangul de comună.[3]

## Repere geografice
Comuna Bălușeni face parte din județul Botoșani, fiind printre primele 15 comune ale județului după numărul de locuitori și între primele 25 ca suprafață teritorială, situată în partea central-sudică a județului, limitrofă cu:
- municipiul Botoșani - reședința de județ, în partea sud-estică a acestuia;
- comuna Stăuceni, la nord;
- comunele Sulița și Blândești, la est;
- comunele Copălău și Cristești, la sud;
- comuna Curtești, la vest.

## Componență
Comuna Bălușeni are în componența sa un număr de 6 sate, după cum urmează:
- Bălușeni
- Draxini
- Bălușenii Noi
- Buzeni
- Coșuleni
- Zăicești

## Învățământ
În cadrul comunei funcționează un număr de 7 unități școlare, din care 3 cu clasele I-VIII, 4 cu clasele I-IV și 7 unități de învățământ preșcolar (grădinițe).

## Activități specifice zonei
Cultivarea cartofului și a sfeclei de zahăr

## Cadrul natural
Din punct de vedere geostructural, ca aspect general al reliefului, teritoriul comunei Bălușeni, este o zonă de podiș puțin înaltă ce variază între 216 m în dealul "Zăicești" și 74,5 m în coada iazului Dracșani, altitudinea medie fiind de 150 m.

## Activități specifice zonei
Cultivarea cartofului și a sfeclei de zahăr

## Activități economice principale
Sector primar - agricultură cu producție vegetală și animală
Sector secundar - activități de industrie și construcții, precum și servicii

## Obiective turistice
- Mănăstirea Zosin
- Biserica de lemn din Mănăstirea Zosin cu hramul "Adormirea Maicii Domnului" - monument istoric datând din 1779
- Biserica de lemn din Bălușeni, cu hramul "Sfinții Voievozi" - monument istoric datând din 1740
- Pensiunea "Conacul Zăicești"
- Mănăstirea "Adormirea Maicii Domnului" din Zăicești

## Demografie
Componența etnică a comunei Bălușeni
     Români (91,78%)
     Romi (2,48%)
     Alte etnii (0%)
     Necunoscută (5,74%)
Componența confesională a comunei Bălușeni
     Ortodocși (93,58%)
     Alte religii (0,52%)
     Necunoscută (5,9%)
Conform recensământului efectuat în 2021, populația comunei Bălușeni se ridică la 4.441 de locuitori, în scădere față de recensământul anterior din 2011, când fuseseră înregistrați 4.670 de locuitori. Majoritatea locuitorilor sunt români (91,78%), cu o minoritate de romi (2,48%), iar pentru 5,74% nu se cunoaște apartenența etnică. Din punct de vedere confesional, majoritatea locuitorilor sunt ortodocși (93,58%), iar pentru 5,9% nu se cunoaște apartenența confesională.

## Politică și administrație
Comuna Bălușeni este administrată de un primar și un consiliu local compus din 13 consilieri. Primarul, Gheorghe Claudiu Doroftei[*], de la Partidul Social Democrat, este în funcție din octombrie 2020. Începând cu alegerile locale din 2024, consiliul local are următoarea componență pe partide politice:
|  | Partid                    | Consilieri | Componența Consiliului | Componența Consiliului | Componența Consiliului | Componența Consiliului | Componența Consiliului | Componența Consiliului | Componența Consiliului |
|  | ------------------------- | ---------- | ---------------------- | ---------------------- | ---------------------- | ---------------------- | ---------------------- | ---------------------- | ---------------------- |
|  | Partidul Social Democrat  | 7          |                        |                        |                        |                        |                        |                        |                        |
|  | Partidul Național Liberal | 6          |                        |                        |                        |                        |                        |                        |                        |

## Personalități născute aici
- Dorin Baciu (n. 1942), scriitor;
- Alexa Visarion (n. 1947), regizor, scenarist.
- Constantin Dracsin (n. 20 iulie 1940 - d. 1999), poet și grafician